# Middle Village
Middle Village é uma Região censo-designada localizada no estado norte-americano de Wisconsin, no Condado de Menominee e Condado de Shawano.

## Demografia
Segundo o censo norte-americano de 2000, a sua população era de 351 habitantes.

## Geografia
De acordo com o United States Census Bureau tem uma área de
18,0 km², dos quais 18,0 km² cobertos por terra e 0,0 km² cobertos por água.

## Localidades na vizinhança
O diagrama seguinte representa as localidades num raio de 16 km ao redor de Middle Village.